# Grzybczyk różowy

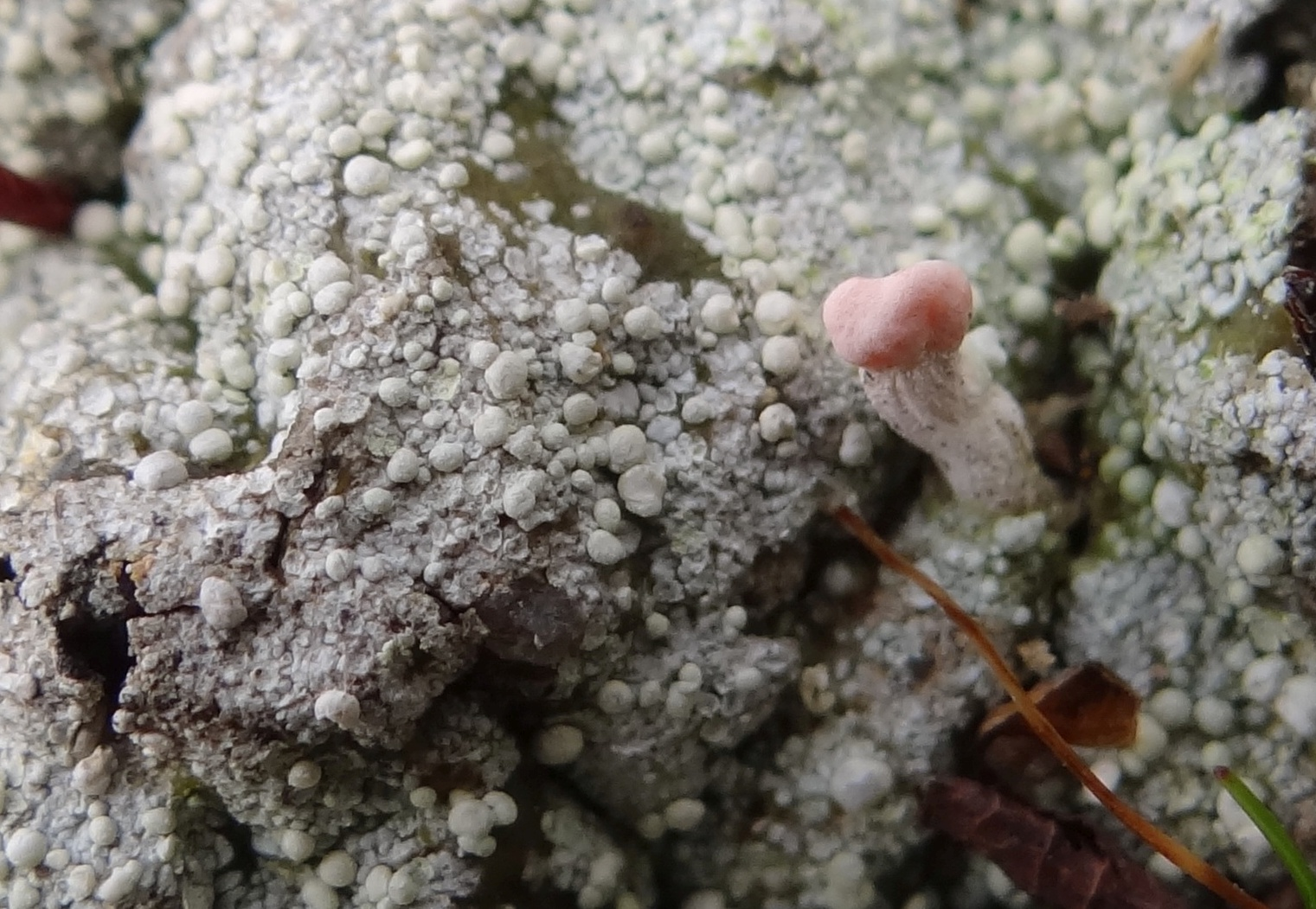

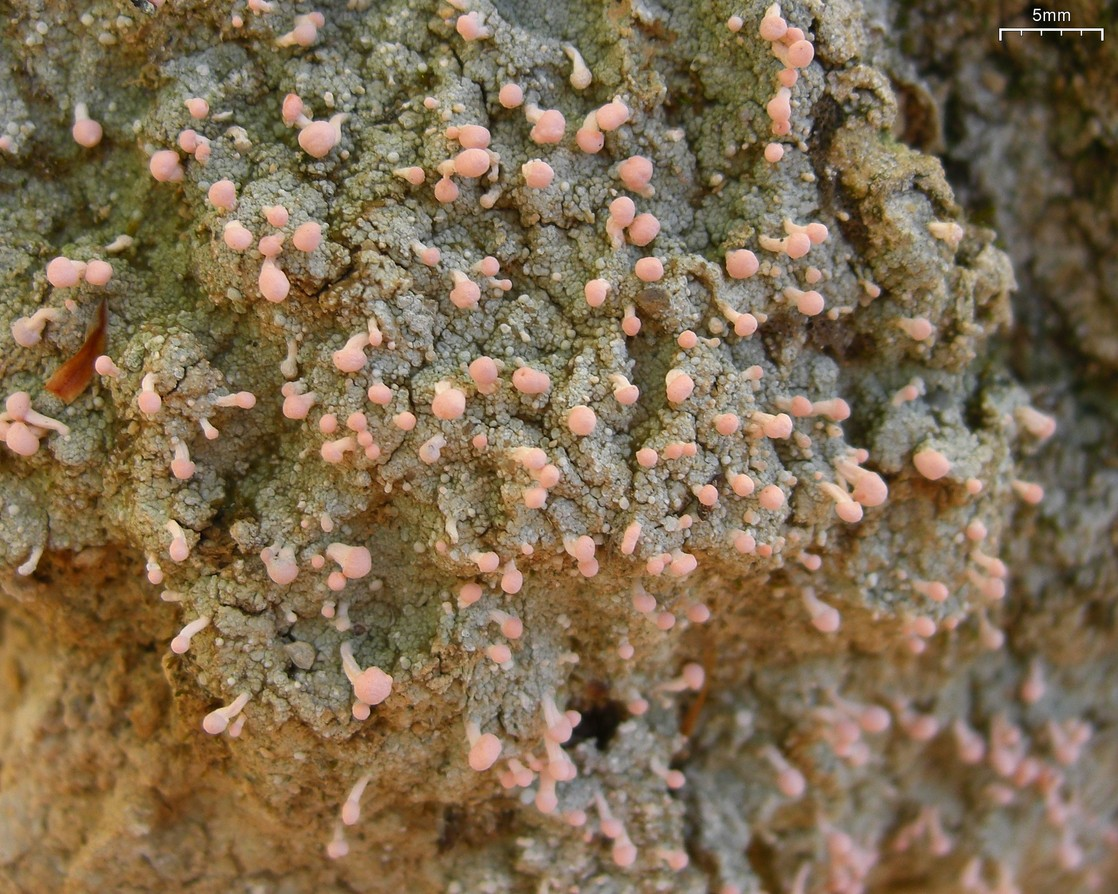

Grzybczyk różowy (Dibaeis baeomyces (L. f.) Rambold & Hertel) – gatunek grzybów należący do rodziny czasznikowatych (Icmadophilaceae). Ze względu na współżycie z glonami zaliczany jest do porostów.

## Systematyka i nazewnictwo
Pozycja w klasyfikacji według Index Fungorum: Dibaeis, Icmadophilaceae, Pertusariales, Ostropomycetidae, Lecanoromycetes, Pezizomycotina, Ascomycota, Fungi.
Po raz pierwszy gatunek ten zdiagnozowany został w 1782 r. przez syna Karola Linneusza jako Lichen baeomyces. W 1794 r. Ch.H. Persoon zaliczył go do rodzaju Baeomyces pod nazwą Baeomyces roseus. Do rodzaju Dibaeis przenieśli go w 1993 r. Rambold & Hertel. Badania genetyczne przeprowadzone przez Stenroos i DePriest w 1997 r. wykazały odrębność tego gatunku od innych należących do rodzaju Baeomyces.
Nazwa polska według Krytycznej listy porostów i grzybów naporostowych Polski.

## Morfologia
Tworzy przylegającą do podłoża skorupiastą, gładką lub mączystą plechę o barwie od białoszarej do szarej. Zawsze występują w niej kuliste i białe brodawki o średnicy 0,2–0,8 mm. Na plesze wyrastają na wyraźnych trzonkach kuliste, lecideowe apotecja o średnicy 1–4 mm. Nie posiadają brzeżka i od samego początku rozwoju mają kulisty kształt i różową barwę. Białawe trzonki mają długość 2–5 mm i grubość 0,5–1 mm, są wałeczkowate lub nieco spłaszczone, gładkie lub podłużnie bruzdowane.
Kora plechy ma grubość 50 μm i zbudowana jest z ułożonych pionowo strzępek o cienkich ścianach komórkowych. Występuje pod nią warstwa glonów protokokkoidalnych. Rdzeń złożony z bardzo luźnych strzępek plektenchymy. Kora brodawek złożona ze splecionych strzępek ułożonych równolegle do powierzchni. Subhymenium ma grubość 50 μm i żółtawą barwę. Hymenium o grubości 10 μm, wstawki są proste i mają grubość 2–2,55 μm. Worki cienkościenne, cylindryczne, o rozmiarach 85 × 6 μm. Zarodniki jednokomórkowe, rzadko niewyraźnie dwukomórkowe, wrzecionowate, bezbarwne, o rozmiarach 12–26 × 2,5–3 μm. W jednym worku powstaje po 8 zarodników.
Reakcje barwne: plecha i owocniki K + żółty, PD-I-żółty.
Metabolity wtórne: kwas beomycesowy, kwas skwamatowy i niezidentyfikowana substancja.

## Występowanie i siedlisko
Poza Antarktydą i Australią występuje na wszystkich kontynentach, a także na wielu wyspach. Najwięcej stanowisk podano w Ameryce Północnej i Europie. Na Grenlandii występuje po 73,5 stopień szerokości geograficznej. W Polsce w górach jest dość częsty, na niżu znacznie rzadszy. Znajduje się na Czerwonej liście roślin i grzybów Polski. Ma status NT – gatunek bliski zagrożeniu wyginięciem.
Rośnie w naświetlonych miejscach na gliniastej, piaszczystej lub kamienistej glebie, na skarpach, przy leśnych drogach i obrzeżach lasów.

## Gatunki podobne
Najbardziej podobna jest grzybinka cielista (Baeomyces carneus). Podobny jest także czasznik modrozielony (Icmadophila ericetorum). Pospolita grzybinka brunatna (Baeomyces rufus) odróżnia się brunatną barwą owocników.